# كلارا مارين
كلارا مارين (بالإسبانية: Clara Marín)‏ هي منافسة ألعاب القوى تشيلية، ولدت في 17 مارس 1997.

## وصلات خارجية
- كلارا مارين على موقع الاتحاد الدولي لألعاب القوى (الإنجليزية)